# Municipio de Mansfield (condado de Burlington)
El municipio de Mansfield (en inglés, Mansfield Township) es un municipio situado en el condado de Burlington, Nueva Jersey, Estados Unidos. Tiene una población estimada, a mediados de 2022, de 8 944 habitantes.

## Geografía
Está ubicado en las coordenadas 40°05′15″N 74°42′44″O / 40.08750, -74.71222 (40.087416, -74.712259).
Según la Oficina del Censo de Estados Unidos, el municipio tenía una superficie total de 21,89 millas cuadradas (56,69 km2), incluidas 21,73 millas cuadradas (56,29 km2) de tierra y 0,16 millas cuadradas (0,40 km2) de agua (0,71%).
El municipio limita con los municipios del condado de Burlington de Bordentown Township (al norte y noreste), Chesterfield Township (noreste), Florence Township (suroeste) y Springfield Township (sur).    
Las comunidades no incorporadas, localidades y topónimos ubicados parcial o completamente dentro del municipio incluyen Bishops Barn, Columbus (donde se encuentra el ayuntamiento), Georgetown, Hedding, Kinkora, Mansfield, Rising Sun Square (también conocida como Mansfield Square) y Three Tuns.   Homestead, una aldea para jubilados consta de 1200 viviendas en Columbus.
Liberty Lake tiene 6 acres (24 281,2 m²) lago de agua dulce alimentado por un manantial, que permite pasear en bote, nadar y pescar.

## Demografía
Según la estimación 2017-2021 de la Oficina del Censo, los ingresos medios de los hogares son de $97,232 y los ingresos medios de las familias son de $132,143. Los ingresos per cápita en los últimos doce meses, medidos en dólares de 2021, son de $55,645. Alrededor del 2.0% de la población está por debajo de la línea de pobreza.

### Censo de 2010
El censo de Estados Unidos de 2010 contó 8 544 personas, 3 401 hogares y 2.452 familias en el municipio. La densidad de población era 151.7/km². Había 3 529 unidades de vivienda con una densidad media de 62.7/km². La composición racial era la siguiente: 6 753 blancos (79,04 %), 890 negros o afroamericanos (10,42 %); 14 nativos americanos (0,16 %), 657 asiáticos (7,69 %), 5 isleños del Pacífico (0,06 %), 53 personas de otras razas (0,62 %), y 172  personas de dos o más razas (2,01 %). Los hispanos o latinos de cualquier raza eran el 5,01 % de la población (428 personas). 
De los 3 401 hogares, el 25,6% tenían hijos menores de 18 años; el 63,5% eran matrimonios que vivían juntos; El 6,2 % tenía una cabeza de familia sin marido presente y el 27,9 % no eran familias. De todos los hogares, el 24,8 % estaban formados por personas individuales y el 16,8 % tenía alguien que vivía solo y tenía 65 años o más. El tamaño medio del hogar era de 2,51 y el tamaño medio de la familia era de 3,01.
El 20,6 % de la población tenía menos de 18 años, el 5,4 % de 18 a 24, el 18,3 % de 25 a 44, el 27,9 % de 45 a 64 y el 27,9 % tenían 65 años o más. La mediana de edad fue 48,9 años. Por cada 100 mujeres, la población tenía 90,3 hombres. Por cada 100 mujeres de 18 años y más había 86,0 hombres.
La Encuesta sobre la Comunidad Estadounidense de 2006-2010 de la Oficina del Censo mostró que (en dólares ajustados a la inflación de 2010) el ingreso familiar medio era de 74 671 dólares (con un margen de error de +/- 7 953 dólares) y el ingreso familiar medio era de 97 774 dólares (+/- 17 454 dólares). Los hombres tenían un ingreso medio de 62,215 dólares (+/- 5 997 dólares) versus 57 917 dólares (+/- 10 212 dólares) para las mujeres. El ingreso per cápita del municipio fue de $ 38.899 (+/- $ 4.224). Alrededor del 2,5% de las familias y el 2,7% de la población estaban por debajo del umbral de pobreza, incluido el 2,6% de los menores de 18 años y el 3,6% de los de 65 años o más. 

### Censo de 2000
Según el censo de Estados Unidos de 2000 había 5 090 personas, 2 077 hogares y 1 561 familias que residían en el municipio. La densidad de población era de 90.5/km². Había 2 122 unidades de vivienda con una densidad media de 37.7/km². La composición racial del municipio era 95,42 % blanca, 1,91 % afroamericana, 0,18 % nativa americana, 1,49 % asiática, 0,04 % isleña del Pacífico, 0,22 % de otras razas y 0,75 % de dos o más razas. Los hispanos o latinos de cualquier raza constituían el 1,83% de la población.  
Había 2 077 hogares, de los cuales el 23,8 % tenían hijos menores de 18 años que vivían con ellos, el 68,4 % eran parejas casadas que vivían juntas, el 4,5 % tenían una cabeza de familia sin marido presente y el 24,8 % no eran familias. El 22,6 % de todos los hogares estaban formados por personas individuales y el 17,0 % tenía alguien que vivía solo y tenía 65 años o más. El tamaño medio del hogar era de 2,45 y el tamaño medio de la familia era de 2,86.
En el municipio la población estaba dispersa, con 18,7 % menores de 18 años, 4,9 % de 18 a 24, 21,4% de 25 a 44, 23,1% de 45 a 64 y 31,9% de 65 años o más. La mediana de edad fue 49 años. Por cada 100 mujeres había 92,2 hombres. Por cada 100 mujeres de 18 años y más, había 87,8 hombres. 
El ingreso medio de un hogar en el municipio era de 50 757 dólares y el ingreso medio de una familia era de 59 040 dólares. Los hombres tenían un ingreso medio de 45.560 dólares frente a 40 968 dólares para las mujeres. El ingreso per cápita del municipio fue de 26 559 dólares. Alrededor del 2,9 % de las familias y el 4,5 % de la población estaban por debajo del umbral de pobreza, incluido el 2,9 % de los menores de 18 años y el 4,3 % de los de 65 años o más.

## Historia

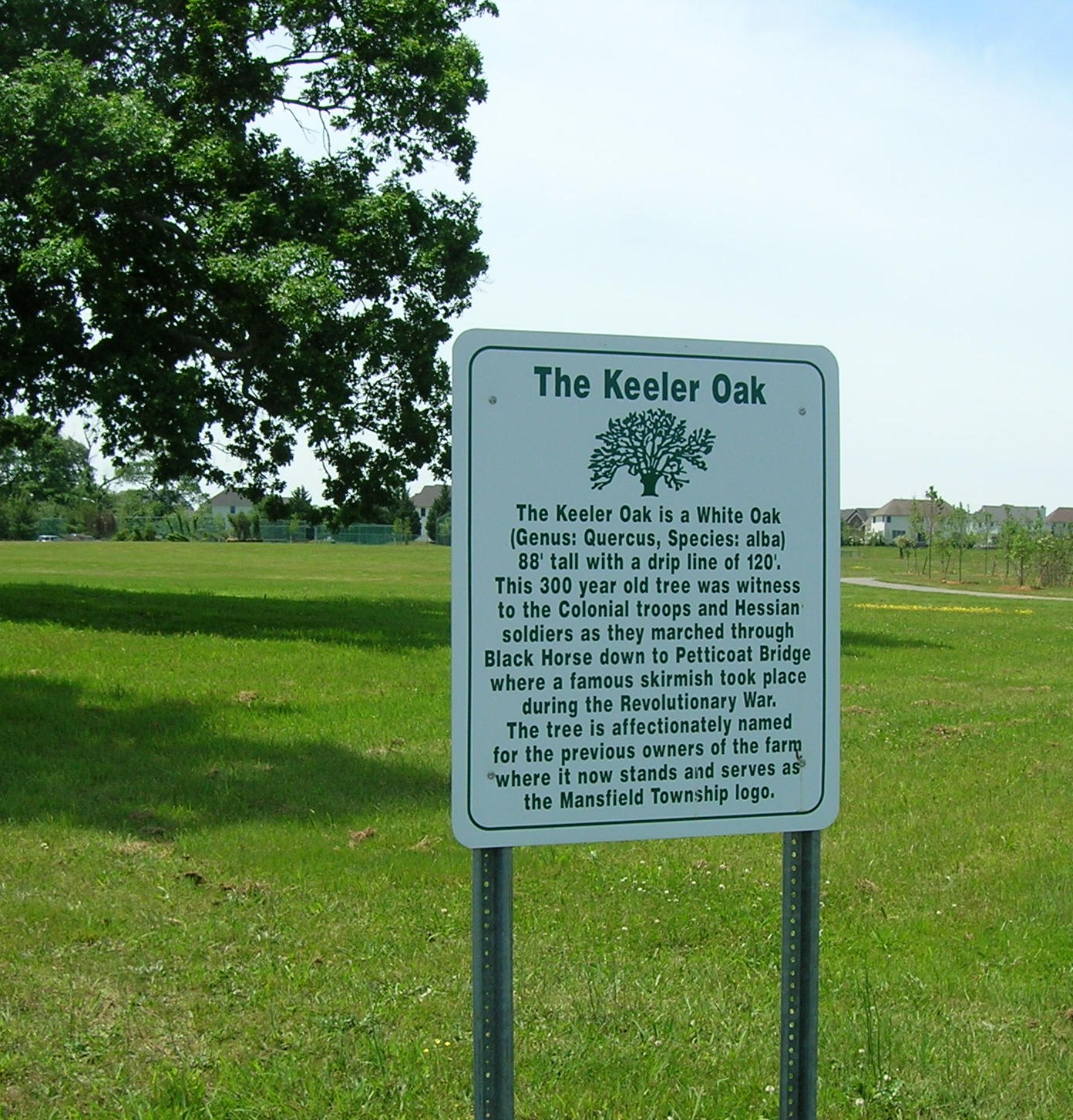
Letrero de roble Keeler

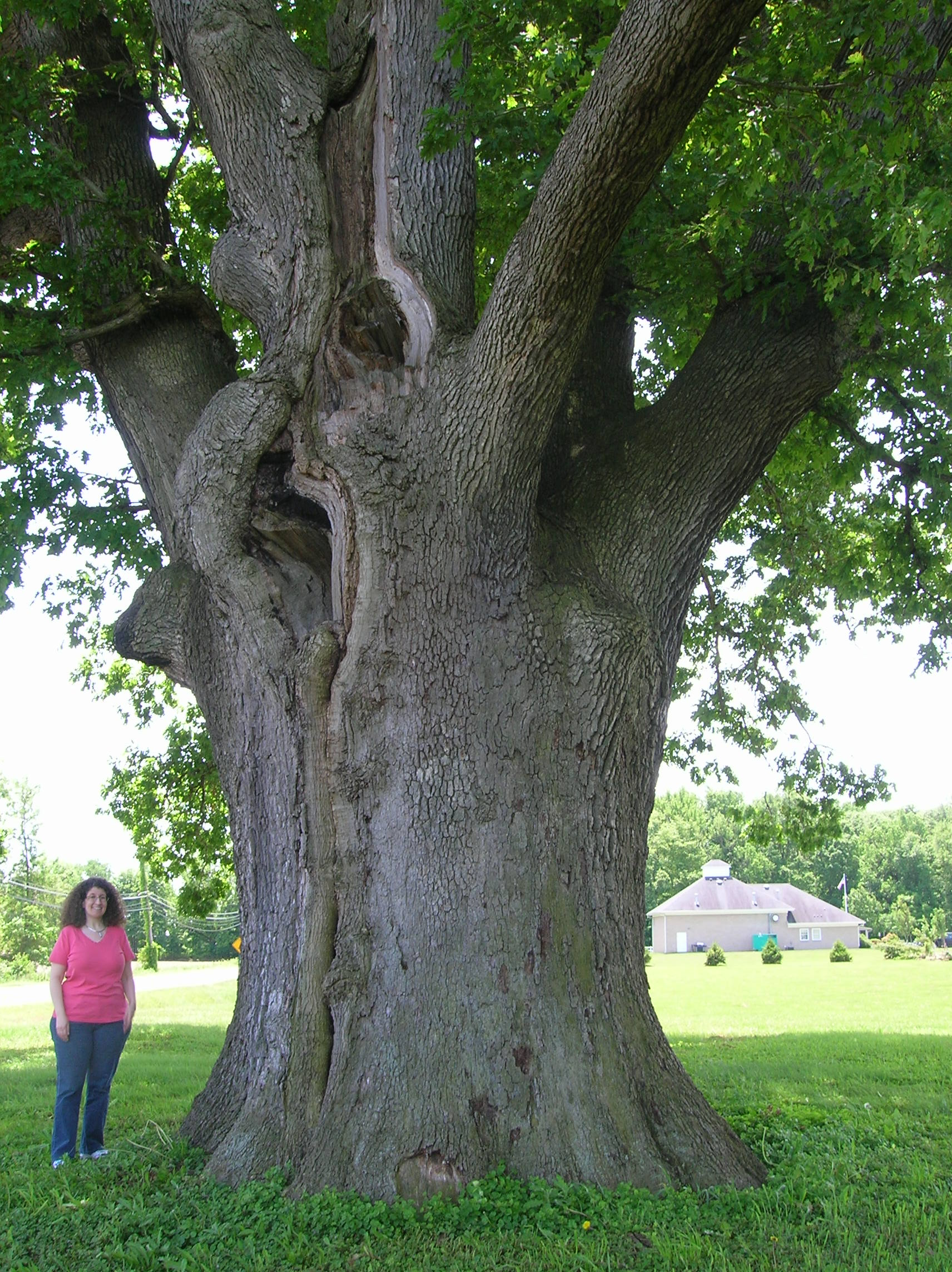
Roble Keeler en mayo de 2013

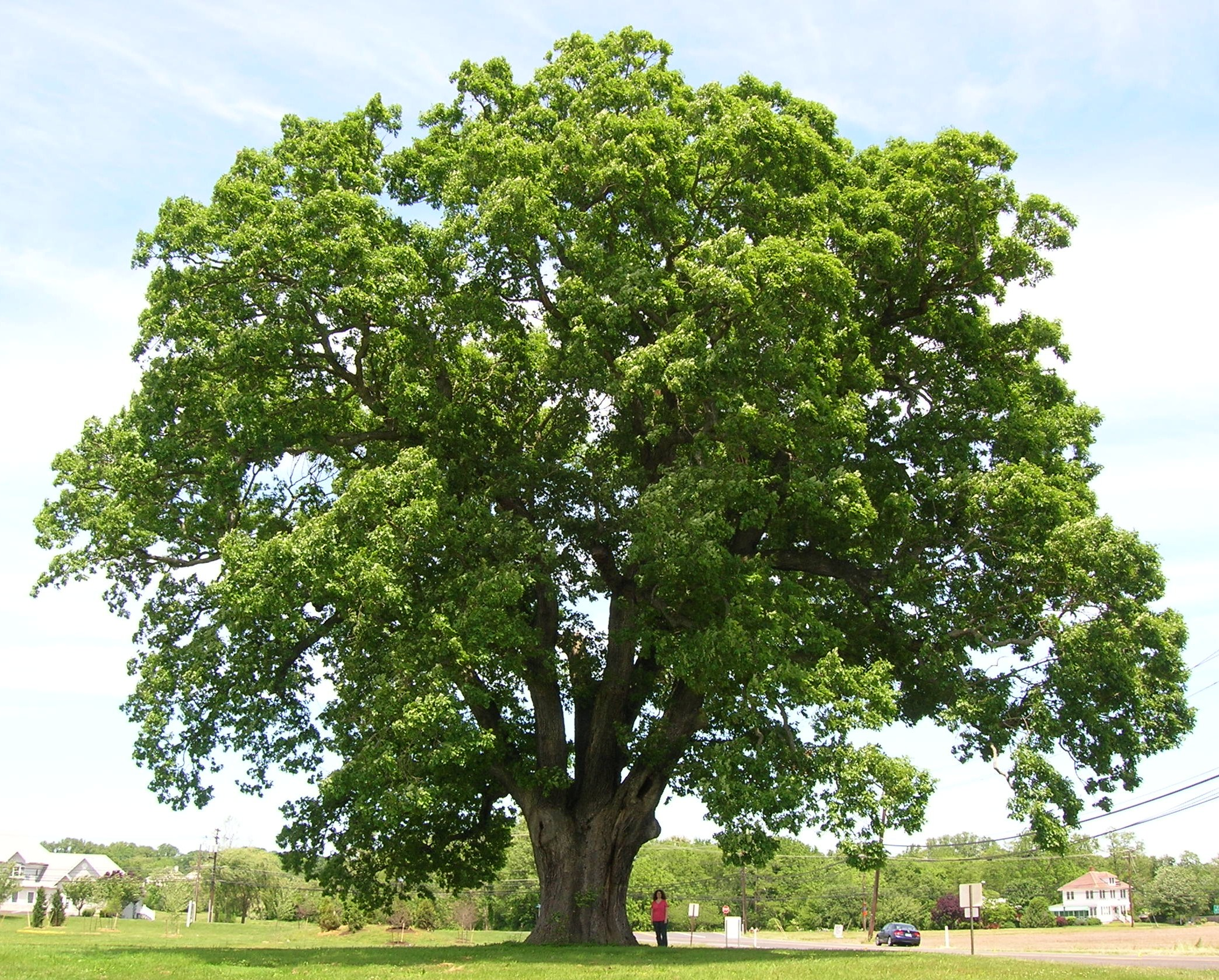
Histórico roble blanco, conocido como el roble Keeler

Antes del asentamiento europeo, la tierra que se convertiría en Mansfield Township estaba ocupada por los nativos americanos Lenape. Mansfield se formó por primera vez el 6 de noviembre de 1688 y fue reformado por carta real el 9 de mayo de 1770. Mansfield fue incorporado por una ley de la Legislatura de Nueva Jersey el 21 de febrero de 1798, como uno del grupo inicial de 104 municipios de Nueva Jersey. Partes del municipio se tomaron para formar Fieldsboro (7 de marzo de 1850, dentro del municipio; se volvió completamente independiente c. 1894), Bordentown Township (8 de marzo de 1852) y Florence Township (7 de marzo de 1872).
El municipio recibió su nombre de Mansfield (Inglaterra).  

## Gobierno

### Gobierno local
El municipio de Mansfield se rige bajo la forma de gobierno del municipio, uno de los 141 municipios (de los 564) en todo el estado que utilizan esta forma de gobierno.  El Comité del Municipio está compuesto por cinco miembros que son elegidos directamente por los votantes en general en elecciones partidistas para cumplir mandatos de tres años de forma escalonada, con uno o dos escaños que se eligen cada año como parte del Elecciones generales de noviembre en un ciclo de tres años.   En una reunión anual de reorganización, el Comité Municipal selecciona a uno de sus miembros para que actúe como alcalde y otro como vicealcalde. Los poderes legislativo y ejecutivo del municipio los ejerce el Comité del Municipio en su conjunto, y el alcalde preside las reuniones y vota como miembro del comité. 
En 2023, los miembros del Comité del municipio de Mansfield son el alcalde Marcial Mojena (R, el mandato en el comité finaliza el 31 de diciembre de 2024; el mandato como alcalde finaliza en 2023), Tim Boyd (R, 2025), Dan Golenda (I, 2023), Brian Sisz. (R, 2024) y Robert Tallon (I, 2023).

### Elecciones locales
En 2020, los candidatos independientes Dan Golenda y Bob Tallon llevaron a cabo una exitosa campaña por escrito contra los republicanos en ejercicio Janice DiGiuseppe y su compañero de fórmula Efthimios "Paul" Tsiknakis, obteniendo 4.812 votos en total frente a 4.262.  Esto fue en respuesta a una protesta pública de que Mansfield perdiera una demanda por vivienda asequible y que el entonces comité votara varias parcelas cultivadas activamente como "reurbanización" para cubrir problemas financieros en el municipio, lo que inició un auge de almacenamiento en la comunidad. El año siguiente, 2021, Marcial Mojena (Republicano) y Paul 'Brian' Sisz (Republicano) llevaron a cabo una campaña igualmente exitosa "No más almacenes".  En 2022, el comité adoptó una ordenanza para eliminar el almacenamiento como uso permitido en todas las zonas del municipio, hasta que se pudiera evaluar el impacto de los almacenes actualmente aprobados en el municipio. 
Janice A. DiGiuseppe dimitió en agosto de 2015, alegando motivos personales para dejar el cargo después de cinco años.  Al mes siguiente, el consejo seleccionó a Laverne Cholewa de una lista de tres candidatos nominados por el comité municipal republicano para cubrir la vacante.  En noviembre de 2015, Cholewa fue elegido para cumplir los dos años restantes del mandato que anteriormente ocupaba DiGiuseppe. 

### Problemas de revalorización de 2013
Después de que se completó una revaluación de la propiedad en 2013 y con base en los cambios en los impuestos de la municipalidad y los distritos escolares locales, la tasa del impuesto a la propiedad aumentó casi un 50%, de $2,01 por cada $100 de valor tasado en 2012 a $2,93 en 2013. Un grupo de residentes se quejó ante la División de Impuestos de Nueva Jersey, alegando que los valores de las viviendas se habían calculado de manera incorrecta y arbitraria, mostrando datos de que en una muestra de viviendas más pequeñas los impuestos cayeron un 8%, mientras que los impuestos sobre viviendas más grandes aumentaron un 10%. El tasador de impuestos de Mansfield Township negó los reclamos y respondió que la revaluación cumplía con todos los requisitos legales estatales. 

### Representación federal, estatal y del condado

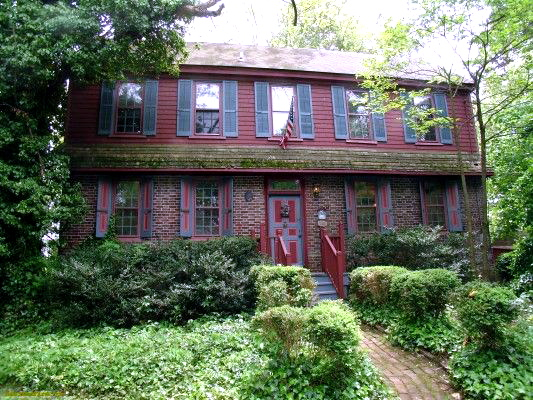
En Mount Pleasant, construido en 1742 en el municipio, vivieron de muchas generaciones de la familia Shreves, que descendían de Caleb Shreve y de Sarah Areson, su esposa.

El municipio de Mansfield está ubicado en el tercer distrito del Congreso  y es parte del octavo distrito legislativo estatal de Nueva Jersey.   
Para el 118º Congreso de los Estados Unidos, el tercer distrito del Congreso de Nueva Jersey está representado por Andy Kim (D, Moorestown). Nueva Jersey está representada en el Senado de los Estados Unidos por los demócratas Cory Booker (Newark, su mandato finaliza en 2027) y Bob Menéndez (Englewood Cliffs, su mandato finaliza en 2025).
Para la sesión 2024-2025, el octavo distrito legislativo de la Legislatura de Nueva Jersey está representado en el Senado de Nueva Jersey por Latham Tiver (R, Southampton Township) y en la Asamblea General por Andrea Katz (D, Chesterfield Township) y Michael Torrissi (R, Hammonton).

## Política
En marzo de 2011, había un total de 6.195 votantes registrados en Mansfield Township, de los cuales 1 838 (29,7 % frente a 33,3 % en todo el condado) estaban registrados como demócratas, 1 957 (31,6 % frente a 23,9 %) estaban registrados como republicanos y 2 396 (38,7 % vs. 42,8 %) estaban registrados como No Afiliados. Hubo 4 votantes registrados como libertarios o verdes.  Entre la población del censo de 2010 del municipio, el 72,5 % (frente al 61,7 % en el condado de Burlington) estaban registrados para votar, incluido el 91,3 % de las personas mayores de 18 años (frente al 80,3 % en todo el condado).  
En las elecciones presidenciales de 2012, el demócrata Barack Obama recibió aquí 2 499 votos (49,6 % frente a 58,1 % en todo el condado), por delante del republicano Mitt Romney con 2 447 votos (48,6 % frente a 40,2 %) y otros candidatos con 43 votos (0,9% frente a 40,2 %). 1,0%), entre las 5 037 papeletas emitidas por los 6 411 votantes registrados del municipio, para una participación del 78,6 % (frente al 74,5 % en el condado de Burlington).   En las elecciones presidenciales de 2008, el demócrata Barack Obama recibió aquí 2 612 votos (50,2 % frente a 58,4 % en todo el condado), por delante del republicano John McCain con 2 500 votos (48,0% frente a 39,9%) y otros candidatos con 56 votos (1,1 % frente a 39,9 %). 1,0 %), entre las 5 206 papeletas emitidas por los 6 277 votantes registrados del municipio, para una participación del 82,9 % (frente al 80,0 % en el condado de Burlington).  En las elecciones presidenciales de 2004, el republicano George W. Bush recibió aquí 2 494 votos (57,0 % frente a 46,0 % en todo el condado), por delante del demócrata John Kerry con 2 237 votos (51,1 % frente a 52,9 %) y otros candidatos con 38 votos (0,9 %). frente al 0,8 %), entre las 4 379 papeletas emitidas por los 5 822 votantes registrados del municipio, para una participación del 75,2 % (frente al 78,8 % en todo el condado). 
En las elecciones para gobernador de 2013, el republicano Chris Christie recibió 2 254 votos aquí (68,1 % frente a 61,4 % en todo el condado), por delante de la demócrata Barbara Buono con 974 votos (29,4 % frente a 35,8 %) y otros candidatos con 28 votos (0,8 % frente a 35,8 %). 1,2 %), entre las 3 312 papeletas emitidas por los 6 427 votantes registrados del municipio, lo que arrojó una participación del 51,5 % (frente al 44,5 % en el condado).   En las elecciones para gobernador de 2009, el republicano Chris Christie recibió 1 986 votos aquí (53,3 % frente a 47,7 % en todo el condado), por delante del demócrata Jon Corzine con 1 485 votos (39,9 % frente a 44,5 %), el independiente Chris Daggett con 149 votos (4,0 % frente a 4,8%) y otros candidatos con 86 votos (2,3 % frente a 1,2%), entre los 3 724 votos emitidos por los 6 263 votantes registrados del municipio, lo que arrojó una participación del 59,5 % frente al 44,9 % del condado. 

## Educación
Los estudiantes de escuelas públicas desde jardín de infantes hasta sexto grado asisten a las Escuelas Públicas de Mansfield .  A partir del año escolar 2021-22, el distrito, compuesto por dos escuelas, tenía una matrícula de 514 estudiantes y 56,4 maestros de aula (sobre una base FTE ), para una proporción de estudiantes por maestro de 9,1:1.  Las escuelas del distrito (con datos de inscripción de 2021-22 del Centro Nacional de Estadísticas Educativas  ) son la escuela primaria John Hydock  con 232 estudiantes en los grados K-2 y la escuela primaria Mansfield Township  con 279 estudiantes en grados 3-6.   
Los niños de escuelas públicas de séptimo a duodécimo grado asisten a las escuelas del Distrito Escolar Regional del Condado de Burlington del Norte, que también atiende a estudiantes de Chesterfield Township, North Hanover Township y Springfield Township, junto con hijos de personal militar con base en la Base Conjunta McGuire–Dix– Lakehurst.   Las escuelas del distrito (con datos de inscripción de 2021-22 del Centro Nacional de Estadísticas Educativas  ) son la escuela secundaria regional del norte del condado de Burlington  con 723 estudiantes en los grados 7-8, y la escuela secundaria regional del norte del condado de Burlington  con 1.441 estudiantes en los grados 9-12.  Ambas escuelas están en la sección Columbus del municipio de Mansfield. Utilizando una fórmula que refleja la población y el valor de la propiedad tasada en cada uno de los municipios constituyentes, los contribuyentes del municipio de Mansfield pagan el 46,5% del impuesto del distrito, y el presupuesto del distrito para 2013-2014 incluye $ 35,6 millones en gastos.  La junta de educación del distrito 7-12 tiene nueve miembros, que son elegidos directamente por los votantes para cumplir mandatos de tres años de forma escalonada, con tres escaños disponibles para elección cada año.  Los nueve escaños de la Junta de Educación se asignan en función de la población de los municipios constituyentes, con dos escaños asignados a Mansfield Township.  
Los estudiantes de Mansfield Township y de todo el condado de Burlington son elegibles para asistir al Instituto de Tecnología del Condado de Burlington, un distrito escolar público de todo el condado que atiende las necesidades de educación vocacional y técnica de los estudiantes de nivel secundario y postsecundario en sus campus. en Medford y Westampton. 

## Transporte

### Carreteras y autopistas

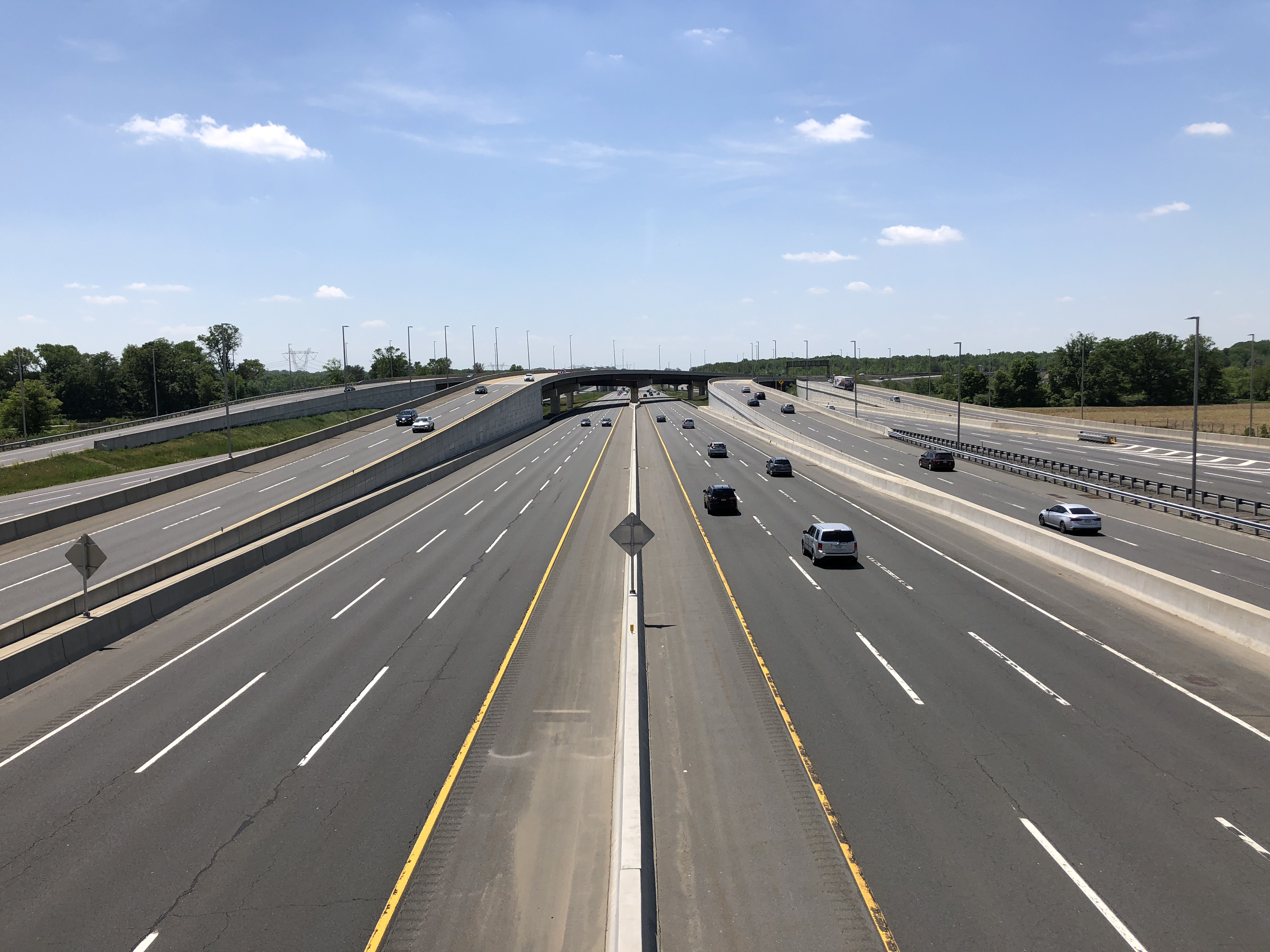
El cruce de la Interestatal 95 y la New Jersey Turnpike en Mansfield

En 2010, el municipio tenía un total de 76,02 millas (122,34 km) de carreteras, de las cuales 37,12 millas (59,74 km) eran mantenidas por el municipio, 18,42 millas (29,64 km) por el condado de Burlington y 13,67 millas (22,00 km) por el Departamento de Transporte de Nueva Jersey y 6,81 millas (10,96 km) por la Autoridad de Turnpike de Nueva Jersey.
Mansfield es el lugar donde la Interestatal 95 (I-95) se une a la New Jersey Turnpike en el Interchange 6. La I-95 se extiende por 3,1 millas (5 km) a través del municipio, conectando el municipio de Florence en el oeste (a través de la extensión de Pensilvania de la autopista de peaje) con el municipio de Bordentown en la frontera norte del municipio (a través de la autopista de peaje principal). La línea principal de la autopista de peaje continúa hacia el sur desde su cruce con la I-95 hacia Springfield Township.    El acceso local a Mansfield se realiza a través de intercambios con la ruta estadounidense 206 en el vecino municipio de Bordentown y con la ruta estadounidense 130 en el vecino municipio de Florence. 
La Interestatal 295 también pasa por Mansfield, con un intercambio, la Salida 52, ubicada dentro del municipio. La ruta 68 y la ruta 543 del condado también pasan por Mansfield.

### Transporte público
NJ Transit ofrece servicio de autobús en el municipio entre Trenton y Filadelfia en la ruta 409.  